# 佐藤阳太郎
佐藤阳太郎（日语：／ Satō Yōtarō，2004年8月10日—），日本男子花样游泳运动员，2022年世界游泳锦标赛混合双人技术自选和混合双人自由自选、2023年世界游泳锦标赛混合双人技术自选金牌得主和团体技巧自选铜牌得主。